# Morinje
Morinje je zaliv na Hrvaškem.
Zaliv Morinje v Dalmaciji s površino 3,5 km² in največjo globino 21 metrov se nahaja pet kilometrov jugovzhodno od Šibenika na osrednjem delu vzhodne obale Jadranskega morja. Hidrogeomorfološko je razdeljen na dva dela-plitvi severni lijak (Morinje) in globlji južni kanalski prehod Jadrtovac. S poledenitnim dvigom gladine morja je zaliv dobil današnjo obliko. Morinje nima stalnega rečnega toka, le nepomembno in občasno površinsko reko (Ribnik) in več podvodnih izvirov.
V 13. stoletju je bilo območje v Morinju omenjeno kot Campus marinus. Nemški plemič v poznem 15. stoletju je kraj imenoval »Moreya«. Zgodovinsko naselje Jadrtovac se je razvilo iz utrdbe na vzhodni obali. Severovzhodno od zaliva je gotska cerkev svetega Lovrenca (Sv. Lovro), kraj predromanskih reliefov. Morinje je bilo od 15. stoletja znano po proizvodnji soli. V sodobnem času so gospodarske dejavnosti na tem območju povezane predvsem s kmetijstvom in sezonskim turizmom.